# Rhinovirus
Rhinovirus (del griego ρίς, ρινός rhis, rhinós, nariz) es un género de virus de la familia Picornaviridae.
Los rinovirus son los patógenos más comunes en humanos, siendo los agentes causantes del resfriado común. Existen más de 110 tipos serológicos de rinovirus capaces de provocar los síntomas.
Los rinovirus tienen un ARN de cadena simple con polaridad de sentido positiva y genomas entre 7.2 y 8.5 kilobases de longitud. En el extremo 5′ de su genoma está una proteína codificada por el virus, y como en el ARN de mamífero existe una cola de poliadenilación en posición 3′. Las proteínas estructurales se codifican en la región 5′ del genoma y las no estructurales al final. Esta circunstancia se da también en todos los picornavirus. Las partículas virales carecen de cápsula viral y poseen estructura de icosaedro.

## Estructura
Los rinovirus están compuestos por una cápside que contiene cuatro proteínas virales: VP1, VP2, VP3 y VP4. VP1, VP2, y VP3 forman la mayor parte de la cápside proteínica.
La VP4, que posee un tamaño mucho menor tiene una estructura mucho más extensa y se sitúa en la interfaz entre la cápside y el genoma de ARN. Hay 60 copias de cada una de estas proteínas que se ensamblan en un icosaedro. La principal defensa contra la infección son los anticuerpos, situándose los epitopos en las regiones VP1-VP3.

## Transmisión y epidemiología

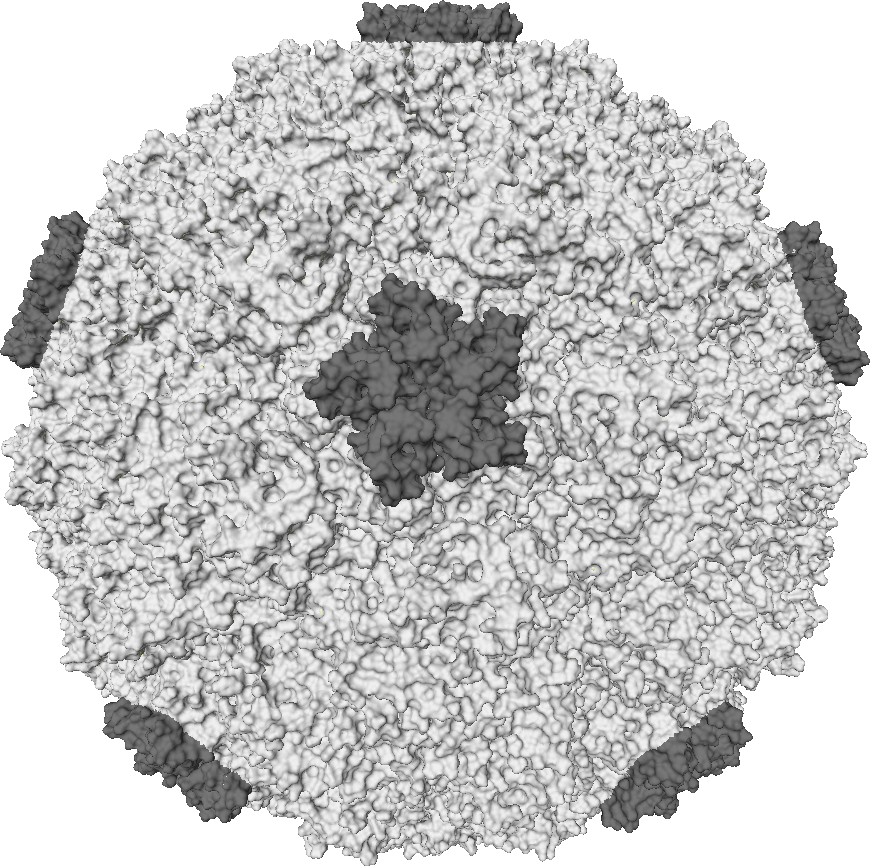
Imagen del virus Rhinovirus y su superficie molecular

Hay dos vías de contagio: mediante aerosoles que contienen gotitas procedentes de las vías respiratorias y por superficies contaminadas, incluyendo el contacto de persona a persona.
Los rinovirus tienen distribución universal y son la causa principal del resfriado común. Los síntomas incluyen faringitis, rinitis, congestión nasal, estornudos y tos, algunas veces acompañada de mialgia, fatiga , malestar general, cefalea, debilidad muscular o pérdida del apetito. La fiebre y la fatiga extrema son más habituales en la gripe. Los niños pueden llegar a tener de seis a doce resfriados al año.
En los Estados Unidos y México la incidencia de los resfriados es mayor en el otoño e invierno, teniendo la mayor parte de las infecciones entre los meses de septiembre y abril. La estacionalidad puede deberse al comienzo del curso escolar o a que las personas permanecen más tiempo en interiores (en estrecha proximidad), lo que incrementa la probabilidad de trasmisión del virus. Hay más de 200 tipos de virus que ocasionan el resfriado común

## Vacuna
No existen vacunas contra este virus, ya que existe poca o ninguna protección cruzada entre sus serotipos.

## Rinovirus y SARS-CoV-2
Según una investigación de la Universidad de Glasgow, una infección por rinovirus puede bloquear la replicación del SARS-CoV-2 en las células humanas al desencadenar una respuesta de interferones, lo cual podría reducir la severidad de la COVID-19. De acuerdo con este mismo estudio, en el caso de producirse una coinfección por ambos virus, prevalecería solo el rinovirus. No obstante, una vez que el resfriado haya pasado y la respuesta inmune se haya calmado, el SARS-CoV-2 podría ser capaz de causar una reinfección.